# Alfredo Pacheco Barrera
Alfredo Pacheco Barrera (Temuco, Región de la Araucanía, 1923 - Concepción, 1989) fue un periodista chileno. 
Su padre, comerciante dedicado al rubro de los muebles y aserraderos, era el jefe de una familia compuesta por siete hermanos. Estudió en el Colegio Bautista de Temuco y posteriormente ingresó a la carrera de Derecho en la Universidad de Chile. Abandona la Escuela de Leyes, seducido por su trabajo veraniego de periodista en el Diario Austral de su natal Temuco. Luego de ejercer como periodista en diarios, radio y academia -fundó la Escuela de Periodismo de la Universidad de Concepción-, se casa con Paulina Gallardo Silva, la que había sido su alumna durante sus años en Concepción. Con ella, consolida su carrera internacional académica y su familia. Tiene dos hijos, Camilo -periodista- y Andrés -abogado-. Fue profesor visitante en varios países de América y Europa, e invitado del Gobierno de Estados Unidos. Vivió en Colombia por más de 8 años, desempeñándose en CIMPEC, el Centro Interamericano de Periodismo Científico y Educativo, dependiente de OEA.
Recibe varios galardones durante su vida, destacándose el Premio Nacional de Periodismo, en Crónica, durante el año 1965. Luego, en el año 1983 recibe de la Academia Chilena de la Lengua, el premio Alejandro Silva de La Fuente. Gran parte de sus crónicas han sido recopiladas en un texto llamado La otra mirada, editado por el propio periodista y publicado por el Diario El Sur de Concepción. También cuenta con un par de Manuales de Periodismo Científico, área de la profesión que ejerció en Colombia, durante su estada en ese país, entre 1972 y 1980.
- Datos: Q5667918